# Phragmacia substriata
La prinia namaqua (Phragmacia substriata) es una especie de ave paseriforme de la familia Cisticolidae propia del África austral. Es la única especie de género Phragmacia. Anteriormente se clasificaba en el género Prinia, pero es lo suficientemente diferente como para formar un género propio.

## Descripción
La prinia namaqua mide entre 12 y 13 cm de largo, con pequeñas alas redondeadas, cola larga, patas fuertes y una pico recto corto y negro. En la cabeza presenta listas superciliares blanquecinas y píleo castaño rojizo. La garganta y la parte inferior de la cara son de color blanquecino sin manchas, y el pecho es de color blanco con rayas. Las patas son de color marrón rosado, y el ojo es de color marrón. Entre sus llamadas se incluye un agudo triiip-triip-trrrrrr.

## Distribución y hábitat

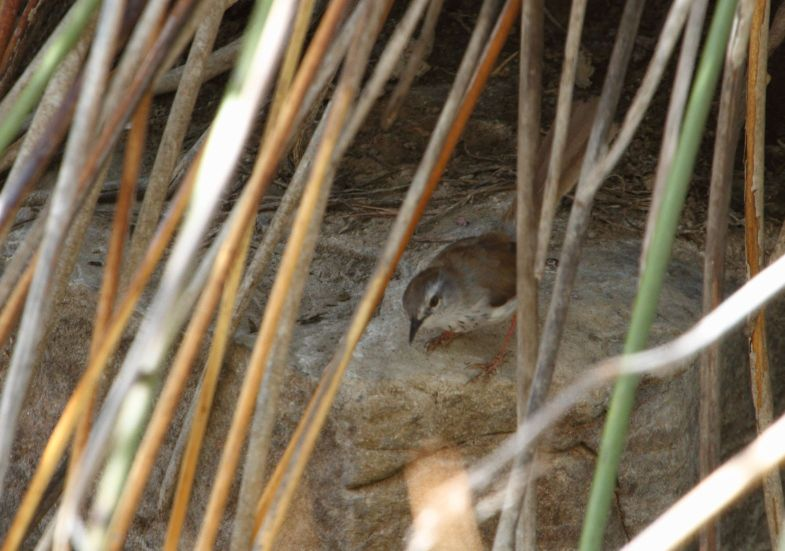
Prinia namaqua en su hábitat típico.

Es un pájaro sedentario que vive en el oeste de Sudáfrica y sur de Namibia. Es una especie endémica del Karoo, que habita en arbustos secos y cañaverales cerca de ríos y presas.

## Comportamiento
Las prinias namaquas se ven generalmente en parejas o en pequeños grupos, en busca de pequeños insectos.

## Estado de conservación
Se cree que su población es grande, y la especie no se acerca a los umbrales de disminución de la población del criterio de la Lista Roja de la UICN (es decir, la disminución de más del 30% en diez años o tres generaciones). Por estas razones, se evalúa como especie bajo preocupación menor.